# Етнографски музеј у Кукешу
Етнографски музеј у Кукешу је институција културе која се налази у самом центру овог града, на северу Албаније. Основана је са циљем да чува, проучава и излаже - хронолошки или тематски - збирке старина и уметнина, природњачких, техничких и сл. предмета.

## Положај и размештај
Музеј се налази у Кукешу, у центру истоименог округа, у планинској регији северне Албаније близу границе са Србијом. По процени из 2003. године град има 16.719 становника. Област и град имају слабу путну повезаност са остатком земље. Становништво је сиромашно, а криминал је повремено проблем.
Стари град Кукеш је потопљен изградње хидроелектране и вештачког језера Фјерза на реци Дрим 1976. године и премештен на нову локацију. Данашњи град, изграђен 1970-их, и због тога је једно време називан Нови Кукеш (алб. Kukësi i Ri).
Иако је музеј смештен унутар скромне грађевине у његовим збиркама се може пронаћи свеобухватна етнографска и културна историја овог краја. Пошто су природа и пејзаж подручја најзначајније атракције град Кукеш и његове околине, у музеју преовладавају информација о флори, фауни природним ресурсима.

## Музејске поставке
Музеј је подељен у три павиљона: 
- биолошке разноликости,
- археологије и
- етнографије.

### Павиљон биолошке разноликости
Климатски услови на подручју Кукеша утицали су на развој богатих екосистема који су јако добро документован у фотографском каталогу овог павиљона. Иначе познат као град тулипана, Кукеш је „албански Амстердам”, јер су сорта тулипана најбогатије у Албанији. Поред тога, у музеју постоји и збирка више од 750 врста лековитих биљака, од којих око 80 гаје и сакупљају локални пољопривредници. Кадуља, дивљи дуван, црна далија и продаја (направљена од орхидеја) само су неки од њих. Неки од најцењенијих природних ресурса у региону укључују хром, бакар и уранијум.

### Археолошки павиљон
Археолошка збирка музеја датира од праисторије, односо 6.000 година пре нове ере. Већина историјских налаза у граду откривена је у области Колши. Илирски тумули (или древна гробља) из бронзаног доба такође сведоче о постојању Кукеша у антици. Иако овде има доста, експоната, део археолошких налаза из овог музеја данас се налази у Археолошком институту у Тирани.

### Етнографски павиљон
Пложај града Кукеша, због његове локације на пеиверији Албаније резултовала је историјском изолацијом подручја што је допринело снажном очувању локалне традиције, која је нашла своје место у етнографској збирци музеја, као нека врста шетњ е кроз неко друго место и време.
Већина предмета нису оригинални артефакти већ пажљиво прерађене реплике или  модели. Неки од најневероватнијих модела традиционалних ношњи су они из средњег века. Прилично фасцинантно делују  традиционално одвојене собе, посебно за жена и посебно за мушкараца, које су опремљене карактеристичним намештајем и украсима.